# 印加神话
印加神话中包含了许多解释或象征着印加人信仰的故事和神话传说。
所有这些印加文化记录随着弗朗西斯科·皮萨罗的西班牙殖民者对印加帝国的征服而烧毁。目前加里·优尔顿提出了奇普是能记录语音或语标数据的二进制系统理论。现有的所有资料都是基于祭司的记录、来自印加陶器和建筑上的意象，以及幸存下来的原住民神话传说。

## 印加传说的基础

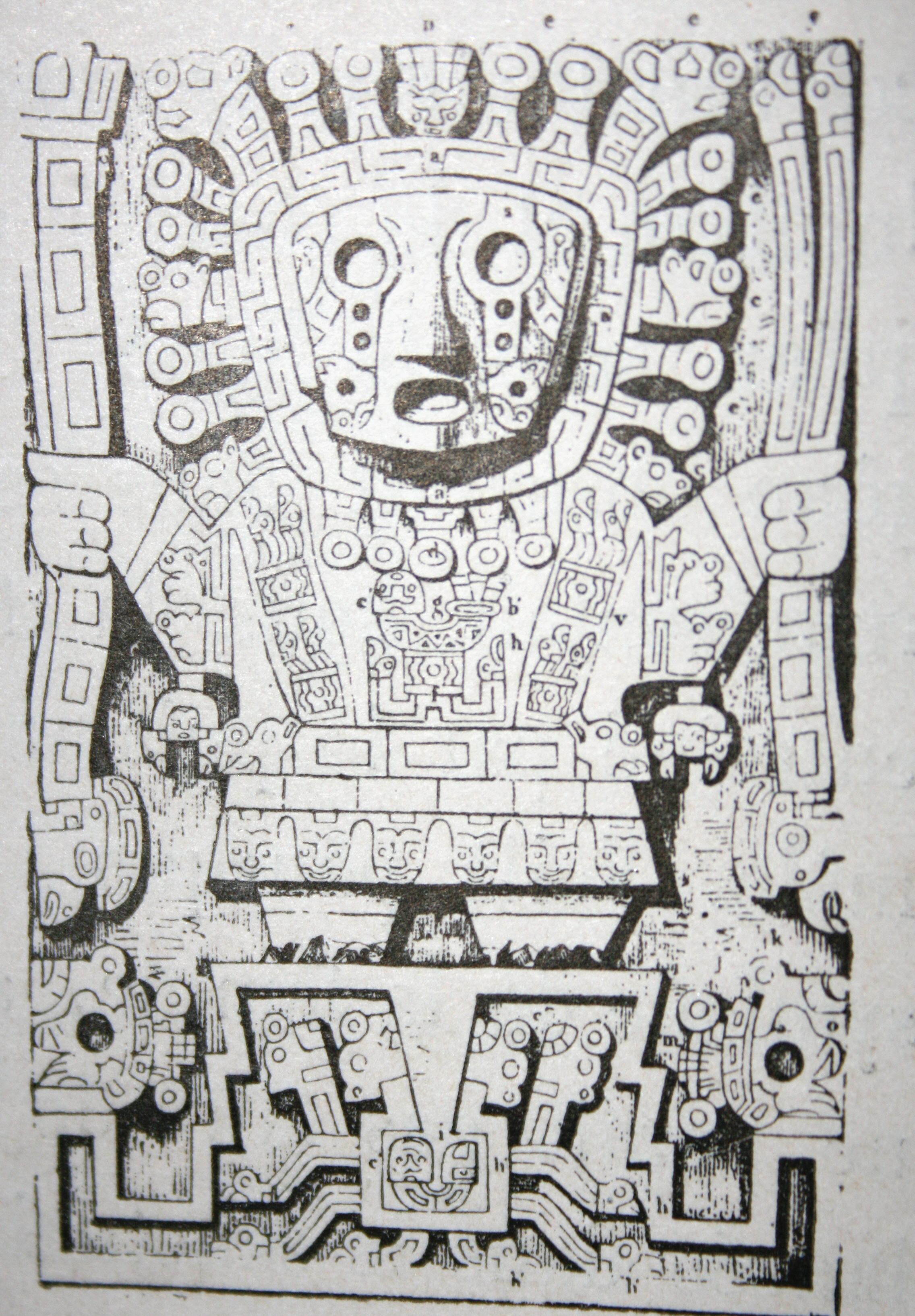
维拉科查，印加神话中伟大的创始神。

曼科·卡帕克是秘鲁的印加王朝和库斯科的库斯科王朝的传奇创始人，围绕这一神话人物的传说和历史都非常混乱，尤其是关于他在库斯科的统治和他的出生/发迹。在一个传说中，他是的蒂奇·维拉科查的儿子。而另一个传说讲，他是被太阳神因蒂从的的喀喀湖深处带出来的。然而，平民不允许说印加·维拉科查的名字。
此外，还有很多有关曼科·卡帕克和他登上王位的神话。在一则神话中，曼科·卡帕克和他的弟弟帕查·卡马乔是太阳神因蒂之子。曼科·卡帕克自己也被当作火与太阳神而受到崇拜。在另一则神话中，曼科·卡帕克与玛玛·奥克略（Mama Ocllo，其它一些传说甚至提到更多的兄弟姐妹）被送到的的喀喀湖，在那里他们复出，并入驻玻利维亚的太阳岛上。根据因蒂传说，曼科·卡帕克带着一根叫“tapac-yauri”的金杖与他的兄弟姐妹一齐被太阳神送到大地，出现在“巴卡列克唐波”（Paqariq Tampu）的美洲狮奥克（Puma Orco）的山洞中，为感谢他们的父亲——太阳神因蒂让金杖插入大地，他们奉命在现场修建了一座太阳神殿。在此过程中，曼科的一位兄弟阿雅·卡奇被骗回洞穴并被封在里面，或者变成了冰，因为他鲁莽和残忍的行为激怒了他们试图统治的部落（或称为“瓦卡”，是受普遍敬奉的精灵，拥有超自然之力）。
在另一个版本的传说中，他们不是出现在库斯科的一座山洞中，而是来自的的喀喀湖中。由于该神话的起源晚于帕卡里坦博（Pacaritambo），其创建可能是用来促使强大的艾马拉部落并入塔万廷苏尤（Tawantinsuyo）联盟的一种策略。
在印加维拉科查传说中，曼科卡帕克是印加维拉科查是库斯科以南25公里（16英里）的“巴卡列克唐波”因蒂的儿子。他和他的兄弟阿雅·奥卡（Ayar Auca）、阿雅·卡奇和阿雅·乌丘（Ayar Uchu）及姐妹玛玛·奥克略、玛玛·瓦科（Mama Huaco）、玛玛·拉瓦（Mama Raua）和玛玛·库拉（Mama Cura）等住在库斯科附近的“巴卡列克唐波”，联合他们的人民及旅行中遇到的十个艾柳（ayllu，以松散的亲属关系组成的集团），征服了库斯科谷部落。该传说也讲到了曼科卡帕克的父亲所赐予他的金杖。说法很多，但根据某些传说版本，年轻的曼科卡弟弟背叛并杀死了哥哥们，然后成为库斯科王。

## 神祇

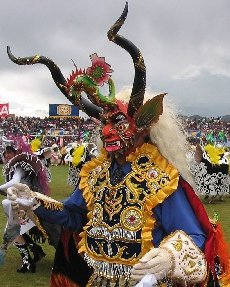
苏帕伊（Supay），“恶魔之舞”（diablada）中的安第斯亡神

就像罗马人一样，印加人将他们的整体文化都融入到帝国中，以保持其宗教的单一性。以下是一些印加帝国崇拜的神祇，其中许多神的作用或范围相互交叉重叠。除非另有说明，它们均能被可靠地认定为在不同的阿伊鲁（ayllu）和早先各城邦中受到崇拜。
- 阿普（Apu）是一位山神或神灵。所有重要的山脉都有自己的阿普，其中一些接受祭品，以提供他们拥有的某些特长。部分岩石和洞穴也拥有自己的阿普[4]
- 阿波卡特奎尔（Apocatequil），又名阿波特奎尔（Apotequil）或尤拉帕（Illapa）-闪电之神。
- 阿塔古丘（Ataguchu）-创造神话中的辅助神。
- 卡特基尔（Catequil）-雷电之神。
- 考伊拉（Cavillace）-处女神，因吃了一颗果实-实际是月神科尼拉雅（Coniraya）的精子而怀孕。当她生下儿子后，她要求做父亲的挺身而出。但无人响应，于是她把婴儿放在地上，让他自己去找，结果婴儿爬向了科尼拉雅。她因为科尼拉雅在众神中形象邋遢而羞愧，一怒之下跑到秘鲁海岸，在那里将自己和她的孩子变成了岩石。
- 查斯卡（Chaska）或Ch'aska Quyllur（“金星”）是黎明和黄昏、金星、鲜花、少女和性爱女神，她是未婚处女的保护神。
- 奇楚（Chuychu）-彩虹之神。
- 科卡玛玛（Kuka Mama）或玛玛科卡（克丘亚语：科卡妈妈）是一位健康和快乐的女神。她本来是一个滥交的女人,被她的多个爱人劈成二半。她的身体变成了第一棵古柯植物，叶子只能被男子咀嚼（带来健康和幸福）。
- 科尼拉雅（Coniraya）-月神，将自己的精子变成一颗果实，被考伊拉吃下。当她生下了儿子，她要求孩子的父亲挺身而出。
- 科帕卡提（Copacati）是一位湖泊女神。
- 埃凯科（Ekkeko）是炉膛和财富之神。古人制作了代表他的泥偶，并将愿望放入其中，相信能被他收到。
- 伊亞帕（Illapa）（“雷电”，又名阿普·伊亞帕、伊亞帕阿或卡托伊拉）是一个极受欢迎的天气神。他的节日在7月25日。据说他掌有银河之壶，并用它来降雨。他的外形为身着闪亮服装，肩扛木棍和石头的男人。他曾是奎拉王国（Qulla）-后被命名为印加帝国的科利亚苏尤（Qullasuyu）的主神。
- 印提（Inti）是太阳神，温暖和光明之源、人类保护者。 因蒂被认为是最重要的神，印加皇帝被认为是太阳神的直系后代。
- 孔（Kon）是来自南方的风雨之神，他是因蒂和玛玛·奎伊拉的儿子。
- 玛玛奥帕（Mama Allpa）被描绘为长有多个乳房的生育女神。
- 科恰玛玛[5]（Mama Qucha）或玛玛科查（“大海妈妈”）是大海和鱼女神、水手和渔民的保护神。在一则传说中，她与维拉科查曾收养过因蒂和玛玛·基利亚。

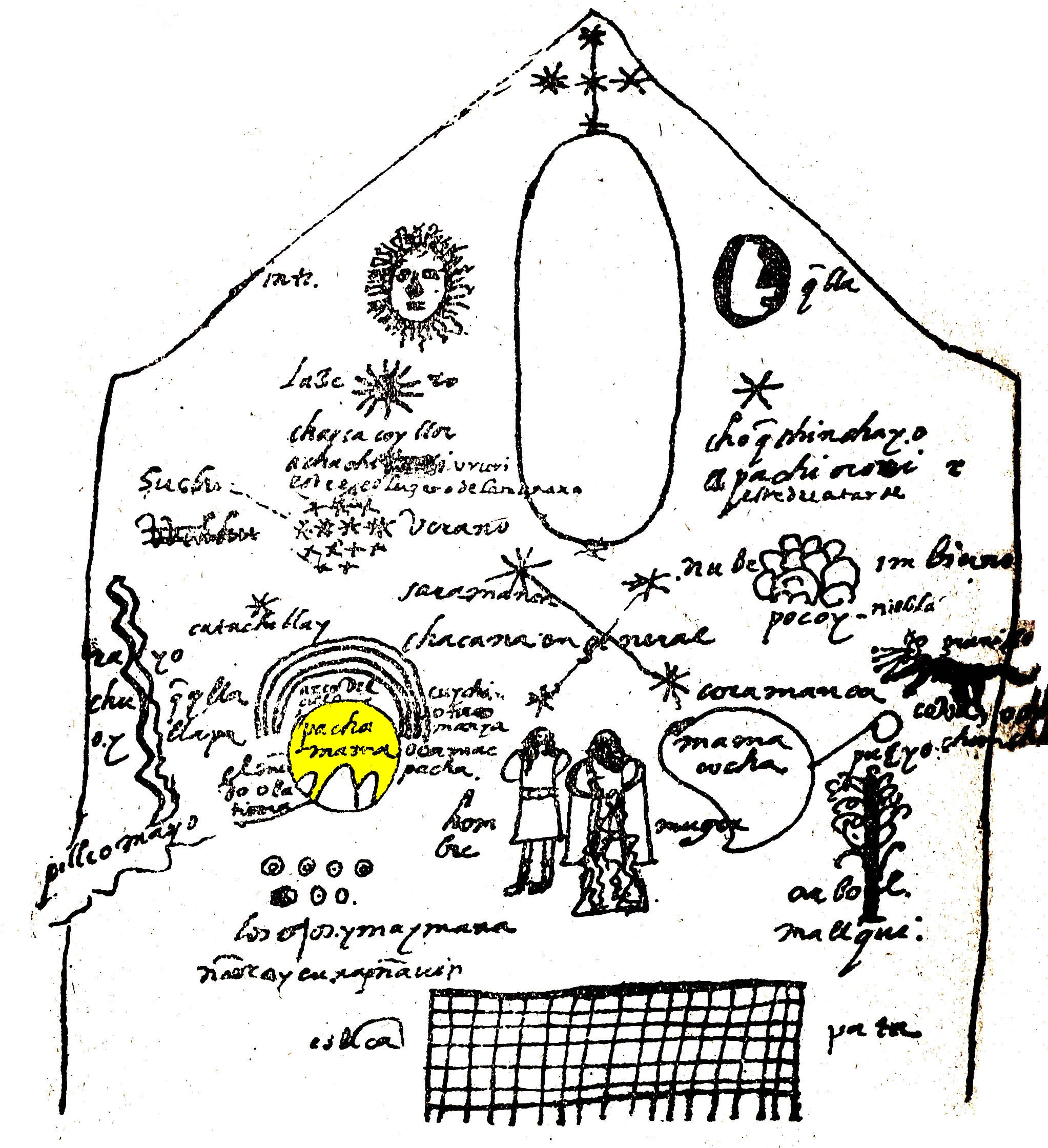
帕查玛玛, 宇宙学, Juan de Santa Cruz Pachacuti Yamqui Salcamayhua （1613）.

- 帕查玛玛（Mama Pacha），又名玛玛帕查，帕查·卡马乔的妻子，是龙、主管种植和收获的生育神，她也制造地震。
- 玛玛·基利亚（Mama Quilla）（“月亮妈妈”或“黄金妈妈”）是一位婚姻、节庆、月亮女神，她是维拉科查与玛玛科查的女儿，同时，还是因蒂的妻子和妹妹；曼科·卡帕克、帕查·卡马乔、孔和玛玛·奥克略的母亲。
- 玛玛萨拉（Mama Sara）（“玉米妈妈”，又名萨拉玛玛）是谷物女神。她与多种玉米或类似奇异植物的生长有关。这些神奇植物有时会被装扮成玛玛萨拉娃娃。她也与柳树有关。
- 帕查·卡马乔（Pacha Kamaq）（“大地制造者”）是冥府创造神，早期在Ichma文化中受到崇拜，但后来被吸收到印加创世神话中。
- 帕尤卡卡（Paryaqaqa）是一位被印加文化吸收的前印加神话中的水神。他是风暴和创造之神。他出生时是一只猎鹰，后来变成了人。
- 帕里夏（Paricia）是一位发送洪水以淹死不敬奉他的神，另一个名字可能是：帕查·卡马乔。
- 苏帕伊（Supay）是死亡之神、乌库·帕查（Uku Pacha）及魔界统治者 。
- 乌尔卡瓜里（Urcaguary）是一位珠宝等及一切地下宝藏的金属之神。
- 羊驼神（Urquchillay）是一位看顾动物之神。
- 维拉科查（Wiraqucha）是一切之神。一开始他就是主神，但是当帕查库提（Pachakuti）成为印加皇帝后，改变了该神的地位，并指出最重要的神是因蒂。

## 重要理念
- 玛玛·奥克略是曼科·卡帕克的妹妹和妻子，认为是她教会了印加人纺纱之技.
- 玛玛科纳斯（Mamaconas）类似修女，住在寺庙圣所。年青的贵族少女或特别漂亮的女孩子都要接受为期四年的“阿克拉斯”（acllas）训练，然后可选择做“玛玛科纳斯”或嫁给印加贵族。她们堪比罗马的维斯塔贞女，尽管在印加社会整个历史上都不像西方社会那样将贞操视着一种美德。
- 在一则传说中，“乌努 帕查库提”（Unu Pachakuti）是维拉科查用来摧毁巨人所建造的蒂亚瓦纳科（Tiwanaku）的大洪水。
- 瓦卡（Wak'a）是一个神物，如高山或木乃伊。

## 重要场所
印加人将宇宙分为三个时空层或“帕查”（Pacha）构成：
- “乌库·帕查”（Uku Pacha，低层世界），即位于地表内；
- “卡伊·帕查”（Kay Pacha），人类所居住的世界；
- “哈南·帕查”[6]（Hanan Pacha，更高的世界），位于人类世界之上，是太阳和月亮居住的地方[7]

## 印加符号

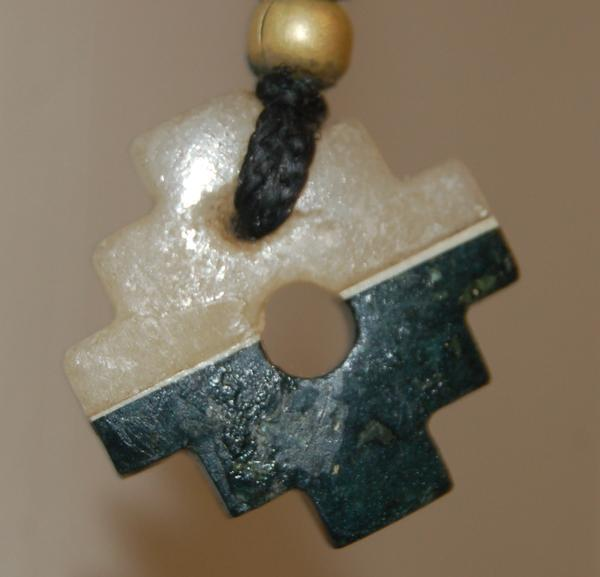
恰卡纳（Chakana）或生命之树

- 恰卡纳（Chakana）或印加十字架、生命之树，是一个相当于其他已知神话中的生命树、世界树等三重十字形符号。通过中心轴孔，萨满可在恍惚中来到冥界或众神居住的更高层，以打探大地上发生灾祸的原因。蛇、美洲狮和秃鹰是这三重世界的图腾代表。

## 脚注
1. ↑  Handbook of Inca Mythology by Paul Richard Steele, Catherine J. Allen
《印加神话手册》，保罗·理查德·斯蒂尔编写，凯瑟琳 J. 艾伦
2. ↑  The History of the Incas by Pedro Sarmiento De Gamboa, Brian S. Bauer, Vania Smith
《印加历史》，佩德罗·萨缅托·德·甘博亚，布赖恩. S. 鲍尔，瓦尼亚·史密斯
3. ↑  罗扎, 格雷格（2008）. 《印加及安第斯其他神话》. 罗森出版集团公司.
罗扎, 格雷格. . 罗森出版集团公司. 2008年.
4. ↑  圣山探险: 2007年4月 （页面存档备份，存于）
圣山探险: 2007年4月 （页面存档备份，存于）
5. ↑  《世界神话辞典》，“科恰玛玛”，第706页，辽宁人民出版社，1989年
6. ↑  《世界各民族神话大观》，“克丘亚人的神话”，第170页，[苏]谢·亚·托卡列夫、叶·莫·梅列金斯基等著，国际文化出版社，1989年
7. ↑  斯蒂尔, 理查德·詹姆斯. . ABC-CLIO. 2004年.